# Jerzy Rozwandowicz
Jerzy Rozwandowicz (ur. 3 kwietnia 1947 w Łodzi) – polski polityk, poseł na Sejm PRL X kadencji.

## Życiorys
Ukończył Technikum Mechaniczne dla pracujących w 1973 roku, uzyskując tytuł zawodowy technika mechanika. Od 1963 pracował w Fabryce Transformatorów i Aparatury Trakcyjnej „Elta” w Łodzi, gdzie rozpoczął pracę jako uczeń szkoły przyzakładowej, awansował kolejno do stanowiska starszego mistrza zmianowego.
W 1966 wstąpił do Związku Młodzieży Socjalistycznej, a w 1968 do Polskiej Zjednoczonej Partii Robotniczej. Był przewodniczącym koła związku oraz członkiem egzekutywy Podstawowej Organizacji Partyjnej, sekretarzem Oddziałowej OP, członkiem egzekutywy komitetu PZPR, I sekretarzem POP oraz członkiem Dzielnicowej Komisji Kontrolno-Rewizyjnej PZPR. Zna biegle język rosyjski. W 1989 uzyskał mandat posła na Sejm kontraktowy z okręgu bałuckiego. Na koniec kadencji należał do Parlamentarnego Klubu Lewicy Demokratycznej, zasiadał w Komisji Ochrony Środowiska, Zasobów Naturalnych i Leśnictwa.
W 1984 odznaczony Srebrnym Krzyżem Zasługi.